# Cahiers du travaillisme français

Les Cahiers du travaillisme français sont un journal clandestin d'inspiration démocrate-chrétienne, publié en France pendant la Seconde Guerre mondiale.

## Historique
La publication des Cahiers du travaillisme français a lieu à partir 1943 pendant l’Occupation allemande par le mouvement de Résistance intérieure française (RIF) du Groupe de la rue de Lille, qui se consacre à ces publications. 
Ils sont rédigés essentiellement par Robert Buron, avec la collaboration d'Ernest Pezet. Y participent également Georges Hourdin, Raymond Laurent, Émilien Amaury. Leur conception est chrétienne, mais sans exclusive. Ils sont à l'origine d'une tentative de travaillisme à la française qui sera une des composantes du futur Mouvement républicain populaire.
Ces Cahiers sont publiés sans indication de nom de lieu, ni de nom d'éditeur. Ils sont polytypés, et paraissent en format in-16.
De 1943 à 1944, paraîtront cinq fascicules. Après la Libération, le titre disparait. Son continuateur sera Carrefour, initié par Robert Buron et Émilien Amaury.
Les fascicules auront comme sujet :
- 1. Manifeste, septembre 1943.
- 2. Le problème économique et social. Défense de la véritable organisation professionnelle, décembre 1943.
- 3. Les relations entre les peuples après la guerre et la politique intérieure de la France, janvier 1944 [lire en ligne].
- 4. Pour une grande politique agricole, avril 1944.
- 5. La IVe république : ce qu'en attendent les travaillistes français, mai 1944 [lire en ligne].